# Chactopsis amazonica
Espèce
Synonymes
- Chactopsis amazonicus Lourenço & Francke, 1986

Chactopsis amazonica est une espèce de scorpions de la famille des Chactidae.

## Distribution
Cette espèce est endémique d'Amazonas au Brésil. Elle se rencontre vers Manaus et Iranduba.

## Description
Le mâle holotype mesure 27,9 mm et la femelle paratype 31,2 mm.

## Étymologie
Son nom d'espèce lui a été donné en référence au lieu de sa découverte, l'Amazonas.

## Publication originale
- Lourenço & Francke, 1986 : A new species of Chactopsis from Brazil (Scorpiones, Chactidae). Amazoniana, vol. 9, no 4, p. 549-558.